# Cynomops mexicanus
Cynomops mexicanus är en fladdermus i familjen veckläppade fladdermöss (Molossidae) som förekommer i Centralamerika. Populationen listades fram till 2002 som underart till Cynomops greenhalli.
Arten är 94 till 148 mm lång inklusive en cirka 30 mm lång svans. Den väger 11 till 19 g. Pälsen har på ovansidan en mörkbrun till rödbrun färg och undersidan är gråbrun. Hos Cynomops mexicanus är nosen, öronen, fötterna, svansen och vingarna mörkbruna till svarta. Liksom andra arter av samma släkte har den en strimma av päls på flygmembranens undersida som täcker underarmarna. Andra kännetecken som återfinns i hela släktet är en bred nos, avsaknaden av invikningar i läpparna, samt öron som har större avstånd från varandra.
Denna fladdermus har flera från varandra skilda populationer. Utbredningsområdet sträcker sig från västra Mexiko till Costa Rica. Arten vistas främst i städsegröna eller lövfällande skogar. Den lever i låglandet och i bergstrakter upp till 1500 meter över havet.
Individerna vilar i trädens håligheter, i buskar och i byggnader. Vid viloplatsen bildas kolonier med 50 till 75 medlemmar. De börjar sin jakt på insekter kort efter solnedgången och flyger därför ofta över vattenställen.